# سارا تبریزی
سارا تبریزی (۱۳۸۳ – ۵ فروردین ۱۴۰۳) شهروند اهل ایران بود که پس از بازداشت و تهدید مأموران وزارت اطلاعات جمهوری اسلامی ایران، پیکرش در ۵ فروردین ۱۴۰۳ در خانه‌اش پیدا شد.

## بازداشت
سارا تبریزی ۲۵ آبان ۱۴۰۲ در حالی که به همراه عمه‌اش قصد سفر به انگلستان را داشت توسط مأموران وزارت اطلاعات در فرودگاه بین‌المللی امام خمینی بازداشت و به بند ۲۰۹ زندان اوین منتقل شد. پس از حدود ۱۰ روز با وثیقه یک میلیارد تومانی از زندان اوین آزاد شد. او ۱۸ دی ۱۴۰۲ بار دیگر به دادسرای اوین احضار و پس از بازداشت به بند زنان زندان اوین منتقل شد. با افزایش وثیقه به ۲ میلیارد تومان و تودیع آن بار دیگر ۲۵ دی ماه ۱۴۰۲ او از زندان اوین آزاد شد.

## مرگ
پیکر سارا تبریزی، زندانی سیاسی سابق، ۵ فروردین ۱۴۰۳ در منزل پدری‌اش در تهران پیدا شد. او یک روز قبل از مرگش (۴ فروردین) به وزارت اطلاعات احضار شده بود.در حالی که به‌دلیل بسته‌بودن فضای رسانه‌ای ایران، امکان صحت‌سنجی روایت‌ها وجود ندارد، رسانه رسمی قوه قضاییه ادعا می‌کند که او در روزهای نخست سال ۱۴۰۳ از سوی نهادهای امنیتی احضار نشده است. سارا تبریزی در روزهای اخیر منتهی به مرگش از سوی مأموران امنیتی زیر فشار روانی سنگین بوده است.
برخی منابع گزارش می‌دهند که گزارش اولیهٔ سازمان پزشکی قانونی، دلیل درگذشت سارا تبریزی را «خوردن قرص» اعلام کرده است.

## واکنش‌ها
- گوهر عشقی در واکنش به مرگ سارا تبریزی در اینستاگرام خود نوشت: «سکوت و مماشات با ظلم حاصلی جز تداوم جنایت نخواهد داشت.»[۷]
- کاربران شبکه‌های اجتماعی نیز، نظام جمهوری اسلامی ایران را قاتل سارا تبریزی دانسته‌اند و با خانوادهٔ این دختر جوان ابراز همدردی کرده‌اند.[۵]
- هشت فعال زن زندانی، نرگس محمدی، ناهید تقوی، آنیشا اسداللهی، سپیده قلیان، ریحانه انصاری‌نژاد، محبوبه رضایی، مریم حاج‌حسینی و گلرخ ایرایی، در نامه‌شان مسئولیت مرگ سارا تبریزی را بر عهده «حکومت» جمهوری اسلامی دانسته‌اند. آنها همچنین در این نامه با اشاره به این که «یک هفته [در زندان] در کنارمان بود» بخش اعظم گزارش‌هایی را که در یک هفتهٔ گذشته دربارهٔ سارا تبریزی منتشر شده بود تأیید کرده‌اند.[۸]